# Codice di Roda
Il Codice di Roda (o Codice di Meyá) è un importante manoscritto del X secolo (990) che contiene documenti importanti relativi alla storia dei regni delle Asturie, di Pamplona, e dell'Aragonese. Il codice comprende i seguenti documenti:

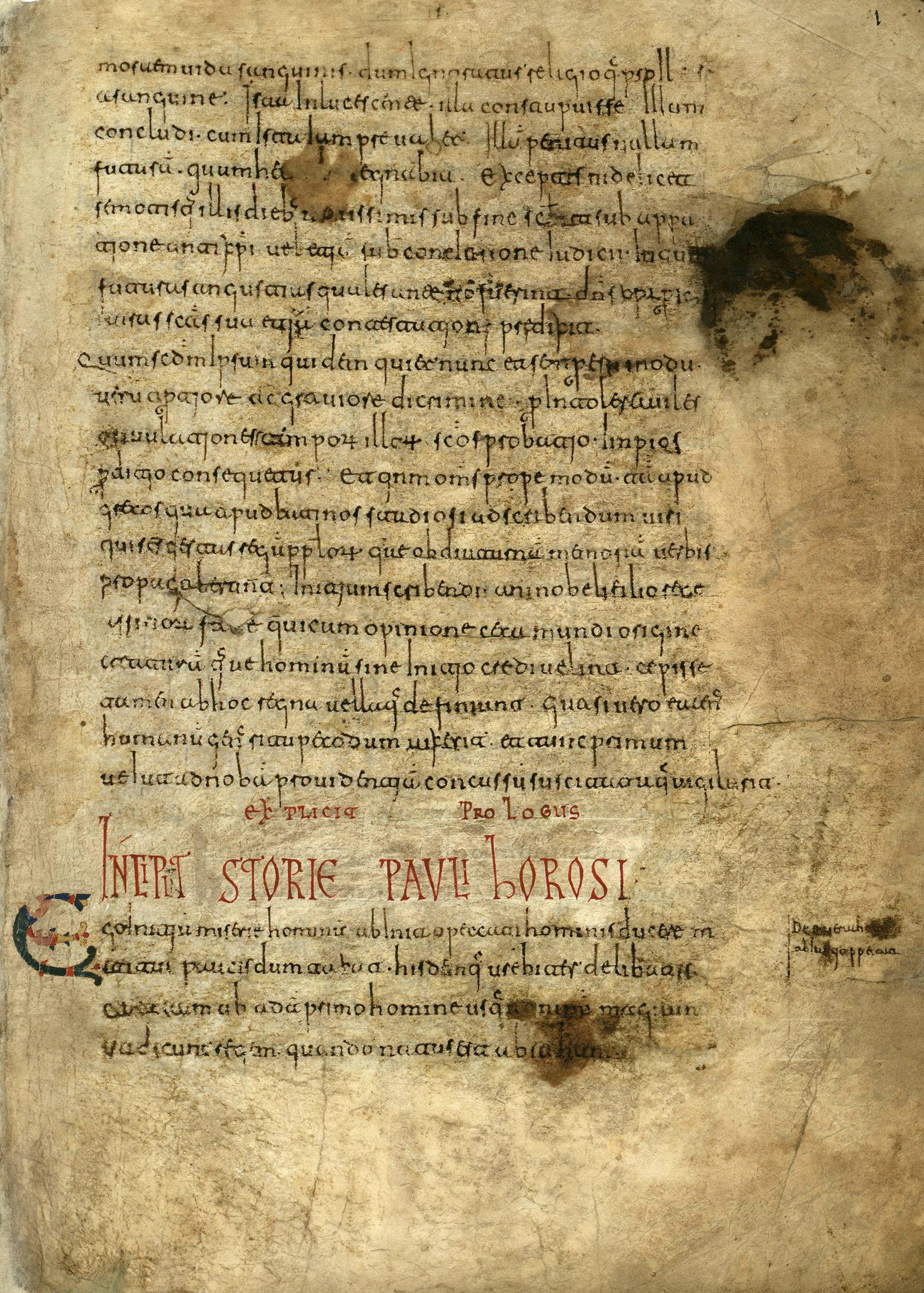
Primo foglio del Codice di Roda.

- La Historiarum Adversus Paganos, di Paolo Orosio (teologo visigoto del IV e V secolo, discepolo di Sant'Agostino).
- La Historia de Regibus Gothorum Vandalorum et Suevorum, di Sant'Isidoro di Siviglia (VI e VII secolo).
- La Crònica Albeldense (881), inerente alla storia del Regno delle Asturie.
- La Crònica Rotense (911), inerente al regno di Alfonso III delle Asturie.
- La Genealogies de Roda, inerente alla storia del Regno di Pamplona e del Regno d'Aragona.
- La De laude Pampilone e la Epístola d'Honori.